# أليكسيس ميندوزا
أليكسيس ميندوزا (بالإسبانية: Alexis Mendoza)‏ (مواليد 8 نوفمبر 1961) هو لاعب كرة قدم. يلعب مع منتخب كولومبيا لكرة القدم. سبق له أن لعب في كأس العالم لكرة القدم مع منتخب بلاده.

## روابط خارجية
- أليكسيس ميندوزا على موقع الاتحاد الدولي (مؤرشف)  (الإنجليزية)
- أليكسيس ميندوزا على موقع قاعدة بيانات كرة القدم.إي يو (الإنجليزية)
- أليكسيس ميندوزا على موقع ناشيونال فوتبول تيمز (الإنجليزية)
- أليكسيس ميندوزا على موقع Soccerbase.com (لاعب) (الإنجليزية)
- أليكسيس ميندوزا على موقع Soccerway.com (الإنجليزية)
- أليكسيس ميندوزا على موقع عالم كرة القدم.نت (الإنجليزية)